# Kolbergbrug
De Kolbergbrug (brug 2426) is een vaste brug in Amsterdam-West. De naam verwijst naar de Oostzeehaven Kolberg, het huidige Poolse Kołobrzeg, dat belangrijk was voor de houthandel met Amsterdam.
Deze voetbrug verbindt via een overspanning over de Kolberggracht het Revaleiland met het Narvaeiland in de woonbuurt Houthavens die in de jaren tien van de 21e eeuw wordt aangelegd. De brug werd gebouwd toen in verband met de bouwactiviteiten er nog geen water te bekennen was, de geulen die later uitgegraven worden tot grachten waren wel al zichtbaar. 
Het ontwerp is afkomstig van Verburg Hoogendijk Architecten, Parkland Landschapsarchitecten en Paul de Kort. Zij lieten zich inspireren door dé bruggenarchitect van Amsterdam Piet Kramer. Zijn bruggen volgen qua ontwerp veelal de Amsterdamse School, een bouwstijl die alhoewel gemoderniseerd wordt teruggevonden in de bebouwing van het Stettineiland, maar ook in de Spaarndammerbuurt, gelegen net ten zuiden van de nieuwe woonwijk. De ontwerpers kozen daarbij voor de pylonen van de P.L. Kramerbrug (brug 400), maar dan in gemoderniseerde en afgeslankte vorm. De brug, gedragen door twee pijlers, heeft vanaf boven gezien een vlindervorm met een smal lichaam. Zij werd opgebouwd uit prefab-betonelementen (zorgde voor minder vervuiling tijdens transport) waarin gerecycled betongranulaat (in het kader van duurzaam bouwen) is verwerkt. Opvallend aan deze en andere voetbruggen hier is dat zij schuin over de gracht liggen, waarbij ook het doorlopende voetpad de woonblokken schuin doorsnijdt. Verkeersbruggen en –wegen staan loodrecht op de grachten en woonblokken.
Alhoewel er rondom nog flink gebouwd wordt ligt de brug in maart 2023 al op de afgegraven gracht.

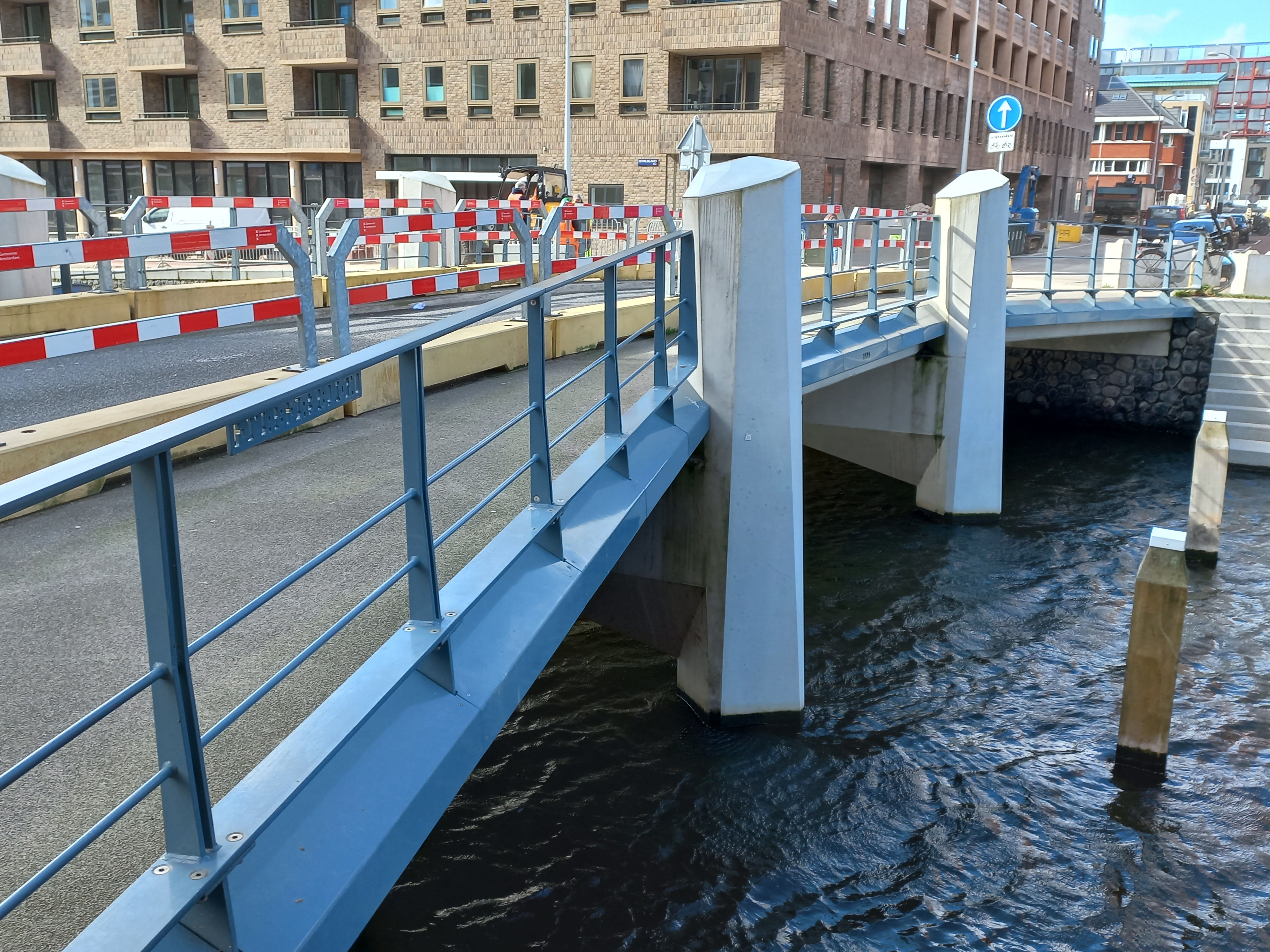
Zijaanzicht Kolbergbrug (maart 2023)

Elseneurbrug · Gevlebrug · Helsingforsbrug ·  Kalmarbrug · Kolbergbrug · Koningsbergenbrug · Kronstadtbrug · Lübeckbrug · Pernaubrug · Pilaubrug · Rostockbrug · Stralsundbrug · Windaubrug · Wisbybrug · Wismarbrug
2400 · 2401 · 2402 · 2403 · 2404 · 2405 · 2406 · 2407 · 2408 · 2409 ·  2410 · 2411 · 2412 · 2413 · 2414 · 2415 · 2421 · 2422 · 2423 · 2424 · 2425 · 2426 · 2427 · 2428 · 2429 · 2430 · 2431 · 2432 · 2433 · 2434 · 2435 · 2436 · 2437 · 2438 · 2439 · 2441 · 2451-2453 · 2454 · 2455 · 2456 · 2457 · 2459 · 2461 · 2462 · 2468 · 2469 · 2470 · 2471 · 2472 · 2473 · 2474 · 2475 · 2476 · 2477 · 2478 · 2480 · 2481 · 2482 · 2483 · 2484 · 2485 · 2486 · 2487 · 2488 · 2489 · 2490 · 2491 · 2492 · 2493 · 2494-2499
Brugnummers 2416, 2417, 2418, 2419, 2420, 2441, 2442, 2443, 2444,  2445, 2446, 2447, 2448, 2449, 2450, 2458, 2460, 2463, 2464, 2465, 2466, 2467, 2479 zijn niet vergeven.